# Hypnogaja
Hypnogaja este o formație din Hollywood, California. Cel de-a patrulea album de studio al formației, Truth Decay, a fost lansat în 30/06/2009.

## Membrii formației
- Jason "ShyBoy" Arnold - Voce
- Jean-Yves "Jeeve" Ducornet - Chitară
- Mark Nubar Donikian - Clape
- Adrian Barnardo - Baterie
- Bryan Farrar - Chitară Bas

## Foștii membri
- Tim Groeschel - Baterie
- Leif Bunting - Chitară Bas
- Sandy Brown - Voce
- Dr. Brooks - Clape

## Discografie
- 1999: Revolution
- 2002: Post-Hypnotic Stress Disorder
- 2003: Bridge To Nowhere
- 2003: Kill Switch
- 2004: White Label, Vol. 1
- 2005: Below Sunset
- 2006: Acoustic Sunset: Live At The Longhouse
- 2007: Audio From Last Night's Dream
- 2007: Mixtape
- 2008: The March - EP
- 2009: I Can See Into Forever - Single (Sammy Allen featuring Hypnogaja)
- 2009: Apocalyptic Love Song - EP
- 2009: Worship Me (I'm On TV) - EP
- 2009: Truth Decay